# Rouweiha
Rouweiha (Arabisch:رويحة) was een nederzetting in de late oudheid en de vroege Byzantijnse periode die in het gebied van de Syrische dode steden ligt. 
In 2010 werd Rouweiha samen met zeven andere gebieden tot werelderfgoed verklaard onder de naam Oude dorpen van Noord-Syrië.